# Coelioxys emarginatella
Coelioxys emarginatella är en biart som beskrevs av Pasteels 1982. Coelioxys emarginatella ingår i släktet kägelbin, och familjen buksamlarbin. Inga underarter finns listade i Catalogue of Life.